# 고시키즈카 고분

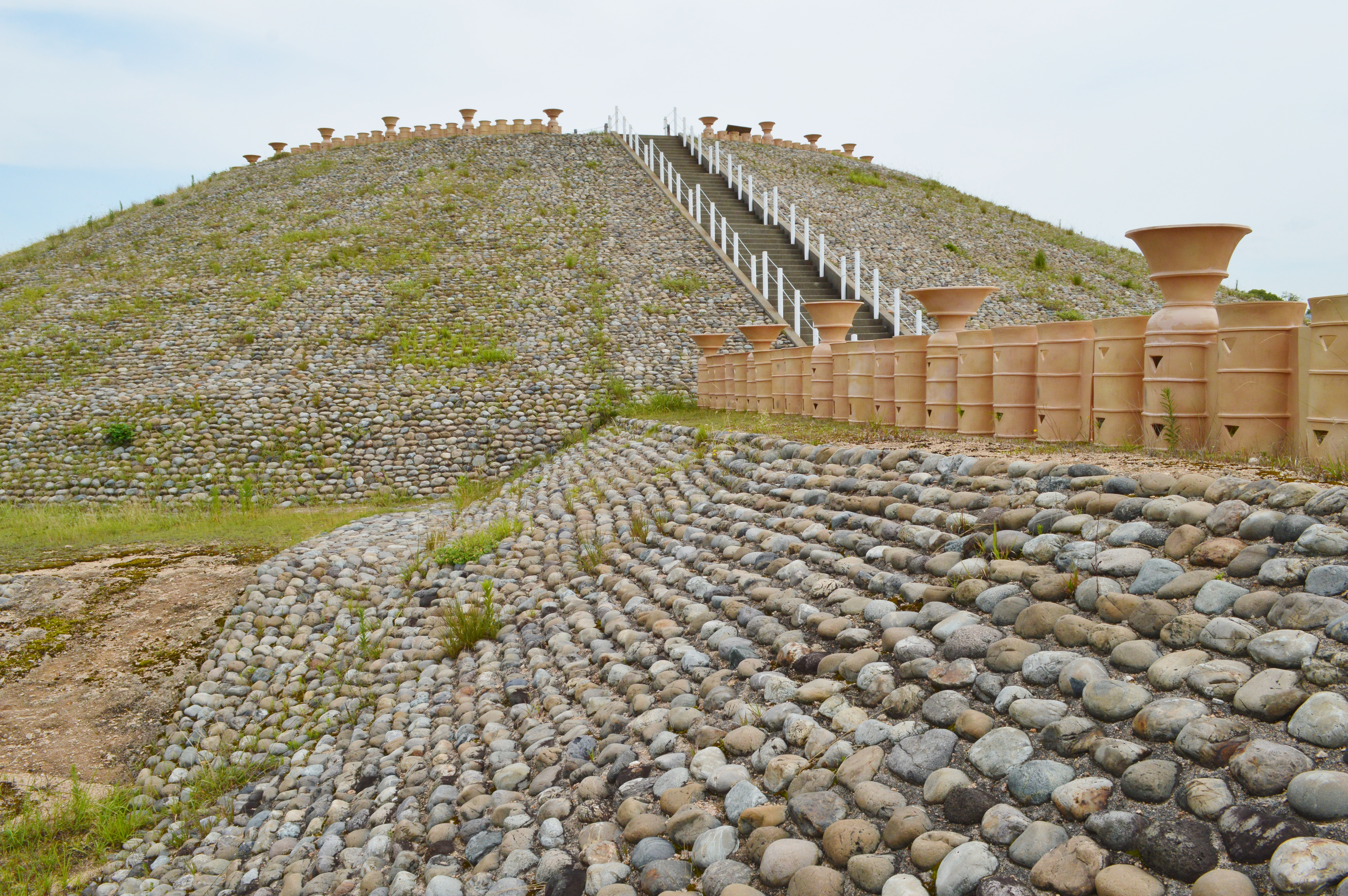

고시키즈카 고분(일본어: 五色塚古墳 고시키즈카코훈; 오색총 고분[*])은 효고현 고베시 다루미구 고시키산(오색산)에 의치한 고분이다. 전방후원분 형상이며, 사적으로 지정되어 있다. 출토품들은 중요문화재 및 고베지정유형문화재로 지정되어 있다.
효고현 최대 규모의 고분으로, 축조 시기는 5세기 말-5세기 초(고분시대 중기)로 추정된다. 일본의 고분들 중 최초로 복원정비가 이루어진 고분으로 알려져 있다.
『일본서기』 진구 원년 2월 기사에 보면 신라 정벌에서 귀환한 진구 황후가 아들(오진 천황)과 함께 야마토로 돌아오자 주아이 천황과 오오나카츠히메노 미코토의 아들들인 카고사카・오시쿠마 황자가 다음 황위가 계모 소생의 출신이 수상한 아들에게 넘어갈 것을 우려하여 요격했다. 두 황자는 주아이의 능을 만든다는 핑계로 아카이시(赤石) = 아카시(明石)에 돌을 모으고 그 돌들로 가짜 능을 쌓아서 그 꼭대기를 진지로 삼았다. 아카시 해안에서 "왕릉"이라고 할 만한 규모의 무덤은 이것 하나 뿐이기에 예로부터 고시키즈카 고분이 "아카이 산릉"으로 비정되었다.
다이센릉 고분을 비롯해 일본 천황릉으로 비정되는 고분들은 모두 궁내청이 관리하는 황실 사유지로 지정되어 있는데, 고시키즈카 고분은 『일본서기』에 떡하니 주아이의 "가짜 능"이라고 명시되어 있기에 궁내청 능묘참고지로 지정되지 않았다.